# Doina Ignat
Doina Ignat (Rădăuți-Prut, Botoşani; 20 de diciembre de 1968)  es una remera rumana que ha llegado a ganar seis medallas olímpicas.

## Biografía
Doina ganó el oro olímpico en el ocho rumano en los Juegos Olímpicos de 1996, 2000 y 2004. En el año 2000 también ganó el oro en un doble scull, la plata en 1992 en un cuádruple scull y el bronce en 2008 en el ocho de Rumanía. Ese mismo año 2008 obtuvo la medalla de oro en el Campeonato de Europa de Remo en la especialidad de ocho.